# Emil Schrammel
Emil Schrammel, též Emil Schramel (19. listopadu 1884 Jihlava – 25. června 1952 Valdice nebo Javorník), byl československý politik německé národnosti a meziválečný senátor Národního shromáždění ČSR za Sudetoněmeckou stranu (SdP).

## Biografie
Povoláním byl pekařem v Bedřichov u Jihlavy.
Po parlamentních volbách v roce 1935 získal senátorské křeslo v Národním shromáždění. Mandát ale nabyl až dodatečně roku 1936 jako náhradník poté, co zemřel senátor Gustav Mayr. V senátu setrval do jeho zrušení v roce 1939, přičemž na rozdíl od většiny svých spolustraníků neztratil mandát v důsledku změn hranic Československa po Mnichovské dohodě a zůstal politikem zbytkového Československa. V listopadu 1938 přešel do klubu německých národně socialistických senátorů v Československé republice.
Působil jako člen SdP na Jihlavsku. V březnu 1939 po okupaci Jihlavy Německem se podílel na násilnostech proti místnímu českojazyčnému obyvatelstvu a byl kvůli tomu krátce vězněn.
Jistý Emil Schrammel, narozený roku 1884, se uvádí mezi trestanci vězněnými na základě retribučního dekretu ve Valdicích, kde zemřel v roce 1952 na kornatění mozkových tepen.